# Pekuriwka
Pekuriwka (ukr. Пекурівка) – wieś na Ukrainie, w obwodzie czernihowskim, w rejonie czernihowskim, w hromadzie Horodnia. W 2001 liczyła 567 mieszkańców, spośród których 558 wskazało jako ojczysty język ukraiński, a 9 rosyjski.